# Ion Rudeanu
Ion Rudeanu – rumuński szermierz. Uczestnik Letnich Igrzysk Olimpijskich 1928 w Amsterdamie.

## Igrzyska Olimpijskie 1928
Ion Rudeanu uczestniczył w dwóch konkurencjach rozgrywanych w ramach Letnich Igrzysk Olimpijskich 1928 w Amsterdamie. We florecie i szabli drużynowej.
We florecie drużynowym reprezentacja Rumunii w składzie: Nicolae Caranfil, Dan Gheorghiu, Gheorghe Caranfil, Mihai Savu, Ion Rudeanu spotkała się w pierwszej rundzie z reprezentacjami Francji, Danii i Niemiec. Rumunii wszystkie mecze przegrali, chociaż w meczu z Niemcami o końcowym rozstrzygnięciu decydował bilans trafień. Rudeanu wystąpił tylko w meczu z Duńczykami przegrał wszystkie z walk.
w szapadzie drużynowej Rumunii w składzie: Mihai Savu, Gheorghe Caranfil, Răzvan Penescu, Dan Gheorghiu, Ion Rudeanu zmierzyli się z reprezentacjami Niemiec Belgii i Czechosłowacją Rumuni oba mecze przegrali. Rudeanu indywidualnie wystąpił w meczach z Niemcami i Czechosłowacją wygrywając tylko potyczkę z Theodorem Fischerem z Niemiec.